# Gare de Fontainebleau – Avon
Gare de Fontainebleau - Avon – stacja kolejowa w Avon, w departamencie Sekwana i Marna, w regionie Île-de-France, we Francji.
Jest stacją Société nationale des chemins de fer français (SNCF) obsługiwaną przez pociągi linii R Transilien z Paryża. Obsługuje gminy Avon i Fontainebleau.

## Historia
Budynek został zaprojektowany przez architekta François-Alexis Cendrie, który zbudował wiele innych stacji dla towarzystwa PLM.